# Ciudades-estado italianas
Las ciudades-Estado italianas fueron un notable fenómeno político del norte de la península itálica entre los siglos X y XV, por el cual las principales entidades políticas de la Italia septentrional, durante la Edad Media, eran ciudades de reducido territorio pero elevado poderío político y financiero, además de poseer un espíritu localista que aseguraba su independencia mutua.

## Motivos

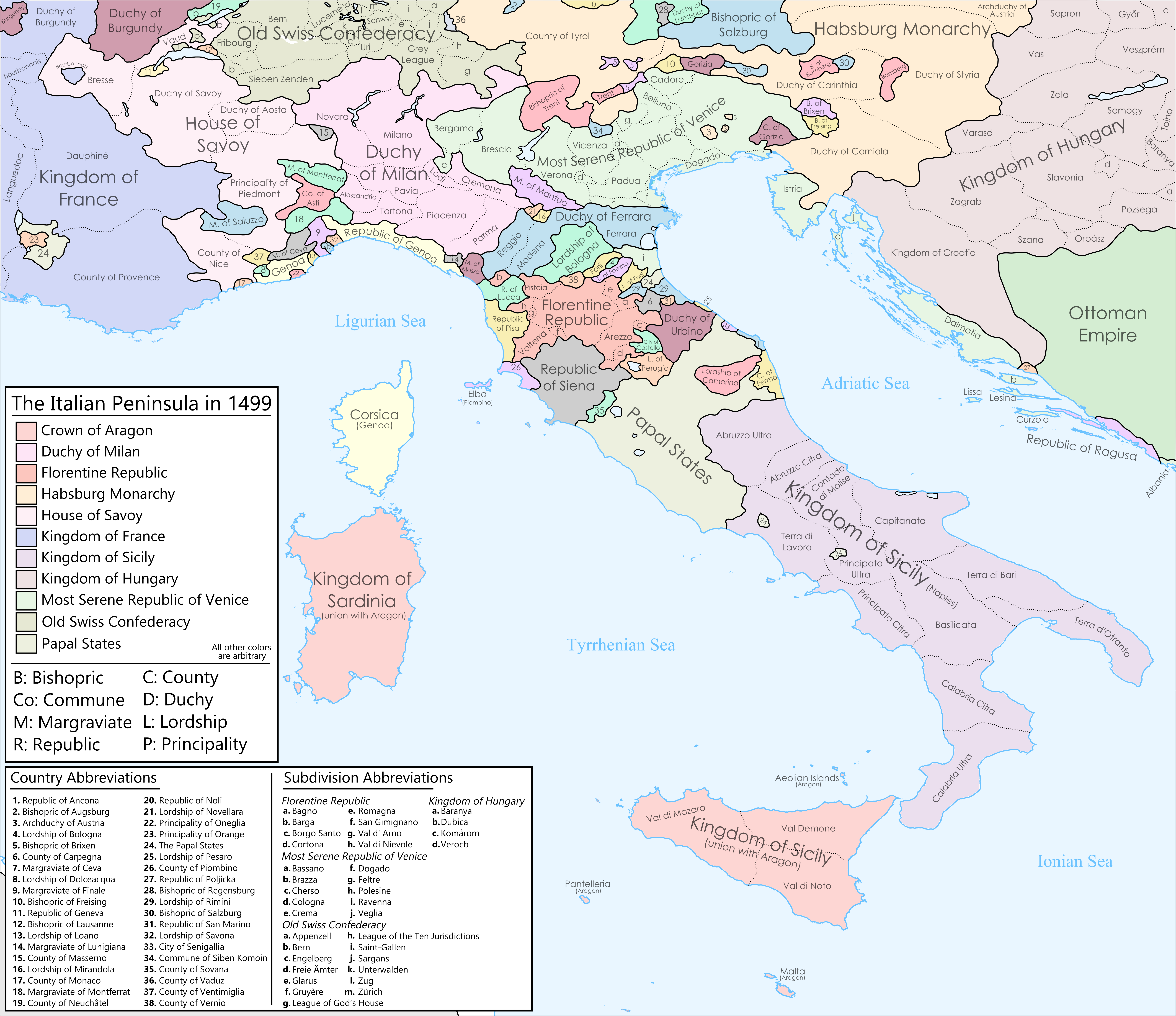
Ciudades-Estado italianas en 1499

En Italia se preservó una fuerte vida urbana que había desaparecido virtualmente en el resto de Europa. Algunas ciudades y sus instituciones urbanas sobrevivieron en Italia durante la Alta Edad Media. Muchas de esas ciudades eran a su vez antiguas ciudades etruscas y romanas que habían existido dentro de la Italia romana durante la República y el Imperio romano. Las instituciones republicanas de Roma también habían sobrevivido en la mayor parte de ellas, la penetración militar bizantina reforzó el lazo de dichas ciudades con las extintas instituciones romanas, evitando que se formaran grandes Estados duraderos en la península itálica
Cabe citar que incluso a la caída del Imperio romano, la región de Italia era la zona más poblada y más rica del desaparecido Imperio, solo superada, durante la época final del Imperio romano de occidente, por el Asia Menor dominada por Bizancio; ello facilitaba que las ciudades italianas pudieran sobrevivir de modo autónomo, en una forma que estaba fuera del alcance de otras antiguas ciudades romanas situadas en zonas más lejanas (como España, Inglaterra o Francia).
Algunos señores feudales disponían de gran cantidad de mano de obra servil y grandes propiedades de tierra, pero ya por el siglo XI, muchas ciudades, entre ellas Venecia, Milán, Florencia y Génova, se habían convertido en grandes metrópolis comerciales, capaces de conquistar la independencia respecto de sus soberanos formales. 

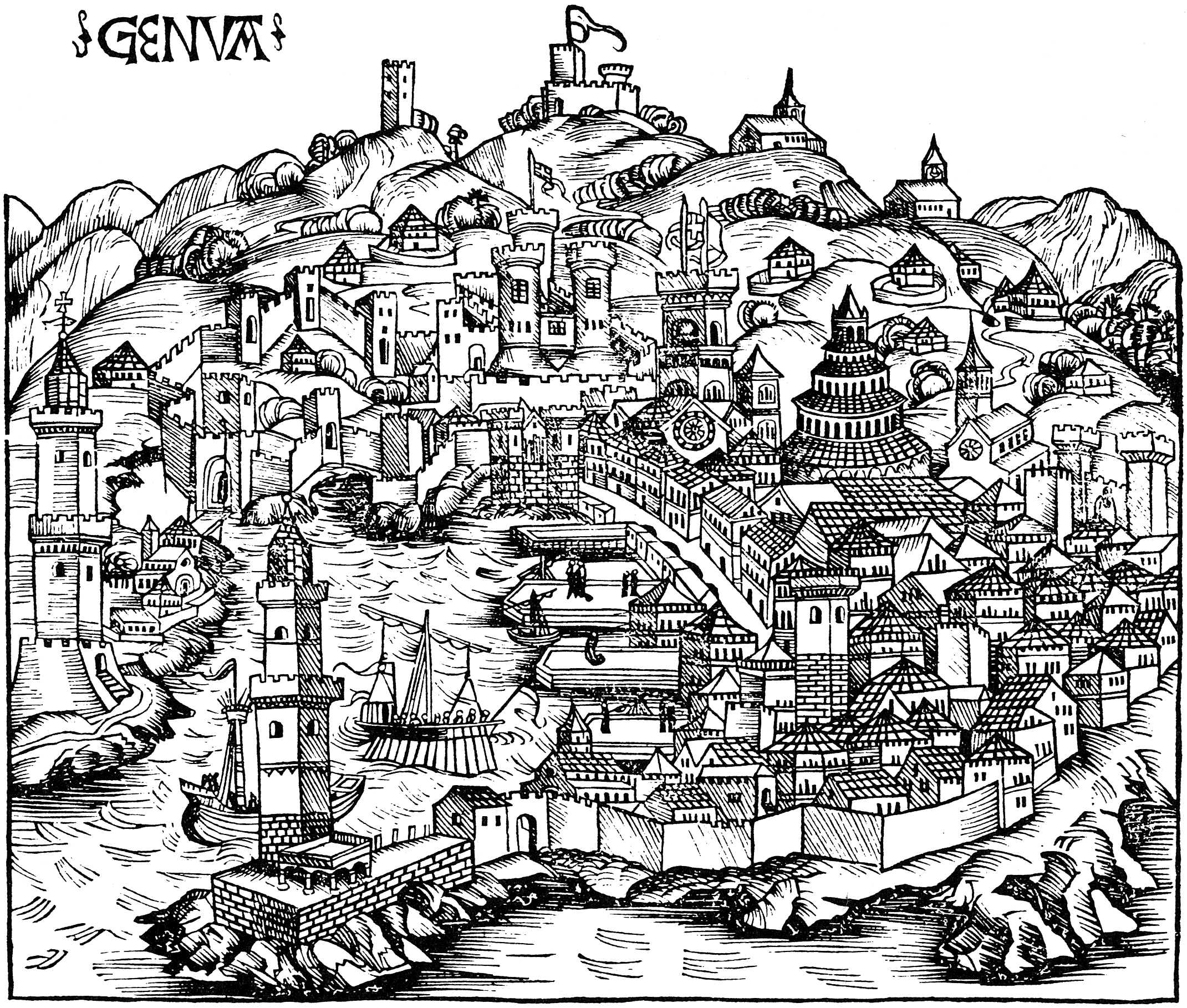
Génova en 1493

De hecho Italia, entre el siglo XI y el XIII, era muy diferente del resto de la Europa feudal al norte de los Alpes. Los historiadores Marc Bloch y Fernand Braudel argumentaron que la geografía influenció determinantemente en la historia de la región. Dentro de la península itálica hay una gran diversidad geográfica. Italia está cortada en numerosas pequeñas regiones por las montañas, particularmente la cadena de los Apeninos, que en siglos pasados harían muy dificultosa la comunicación entre ciudades. 
La llanura padana (que toma su nombre del río Po o Padus) era, sin embargo, una excepción, siendo la única área extensa de pastos continuos, la mayoría de las ciudades-Estado que cayeron ante invasiones extranjeras estaban situadas en esa zona. Así, aquellas que sobrevivieron por más tiempo, se encontraban en las regiones más rocosas, como Florencia (o Venecia defendida por su laguna), no obstante, hubo ciudades en la llanura padana que, gracias a su riqueza, pudieron sobrevivir y rechazar invasores paulatinamente.
Ya que un ataque sorpresivo de un ejército extranjero a través de los Alpes era muy difícil, los príncipes alemanes del Sacro Imperio Romano Germánico no podían ejercer el control sostenido y efectivo sobre sus Estados vasallos italianos, y así Italia estaba substancialmente libre de interferencia política germana, gestándose una dependencia solo nominal frente a una gran autonomía en la práctica, al extremo que en el siglo XII las ciudades italianas ya eran capaces de derrotar a los ejércitos del Sacro Imperio en el campo de batalla. Así pues, no surgieron fuertes monarquías como en el resto de Europa, en vez de ello emergerían las ciudades-Estado independientes.

## Situación y evolución

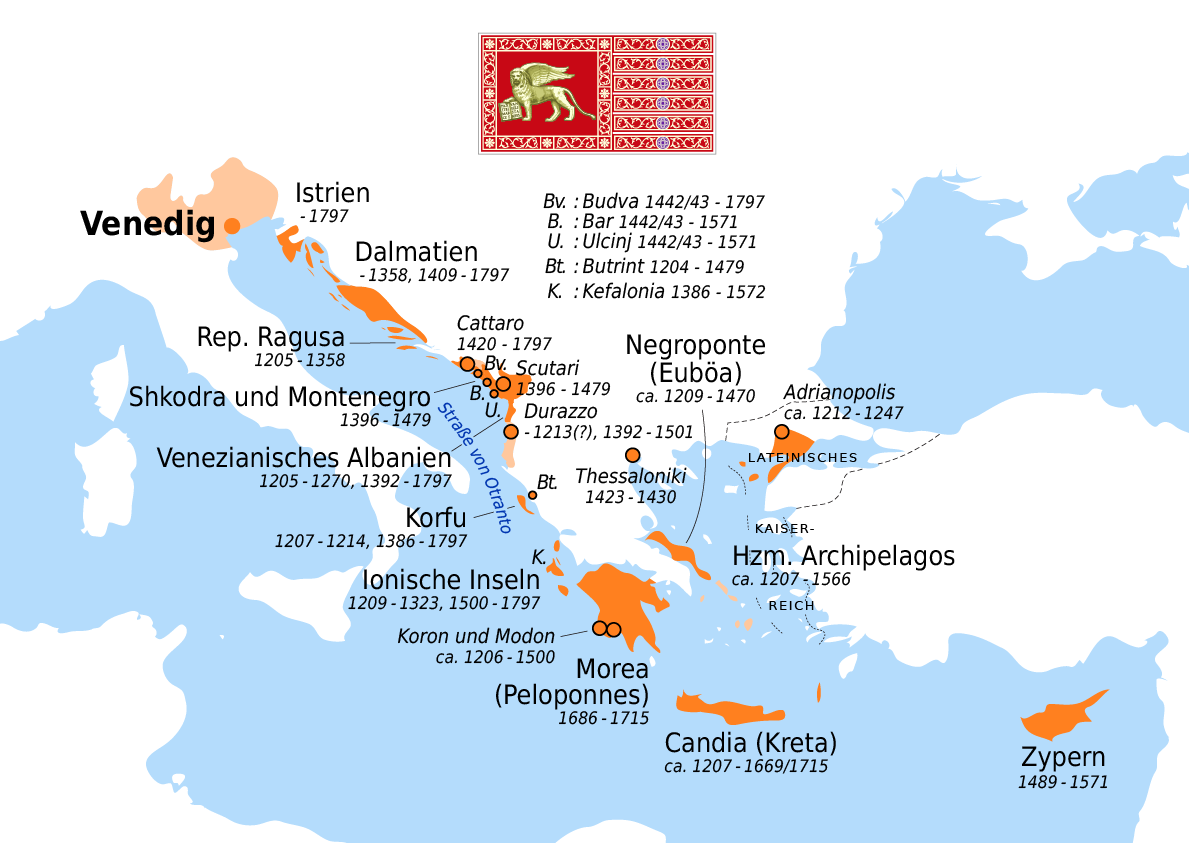
La Serenísima República de Venecia era una ciudad-Estado, pero luego se expandió y conquistó varios territorios en Italia continental (Domini di Terraferma) y en el extranjero (Stato da Màr).

Aunque persistieron esas sensibilidades romanas, urbanas y republicanas, también hubo muchos movimientos y cambios en la región de la época. Italia primero experimentó los cambios europeos del siglo XI al XIII. Estos eran típicamente:
- un fuerte aumento demográfico, la población se dobló en este periodo.
- un emerger de las grandes ciudades (en Italia superaban los 100 000 habitantes por el siglo XIII Venecia, Florencia y Milán, y muchas otras sobrepasaban los 50 000 como Génova, Bolonia o Verona).
- la construcción de las grandes catedrales.
- migración sustancial del campo a la ciudad (en Italia el ratio de urbanización alcanzaba el 20 %, el más alto de Europa en su tiempo).
- una revolución agraria.
- el desarrollo del comercio.

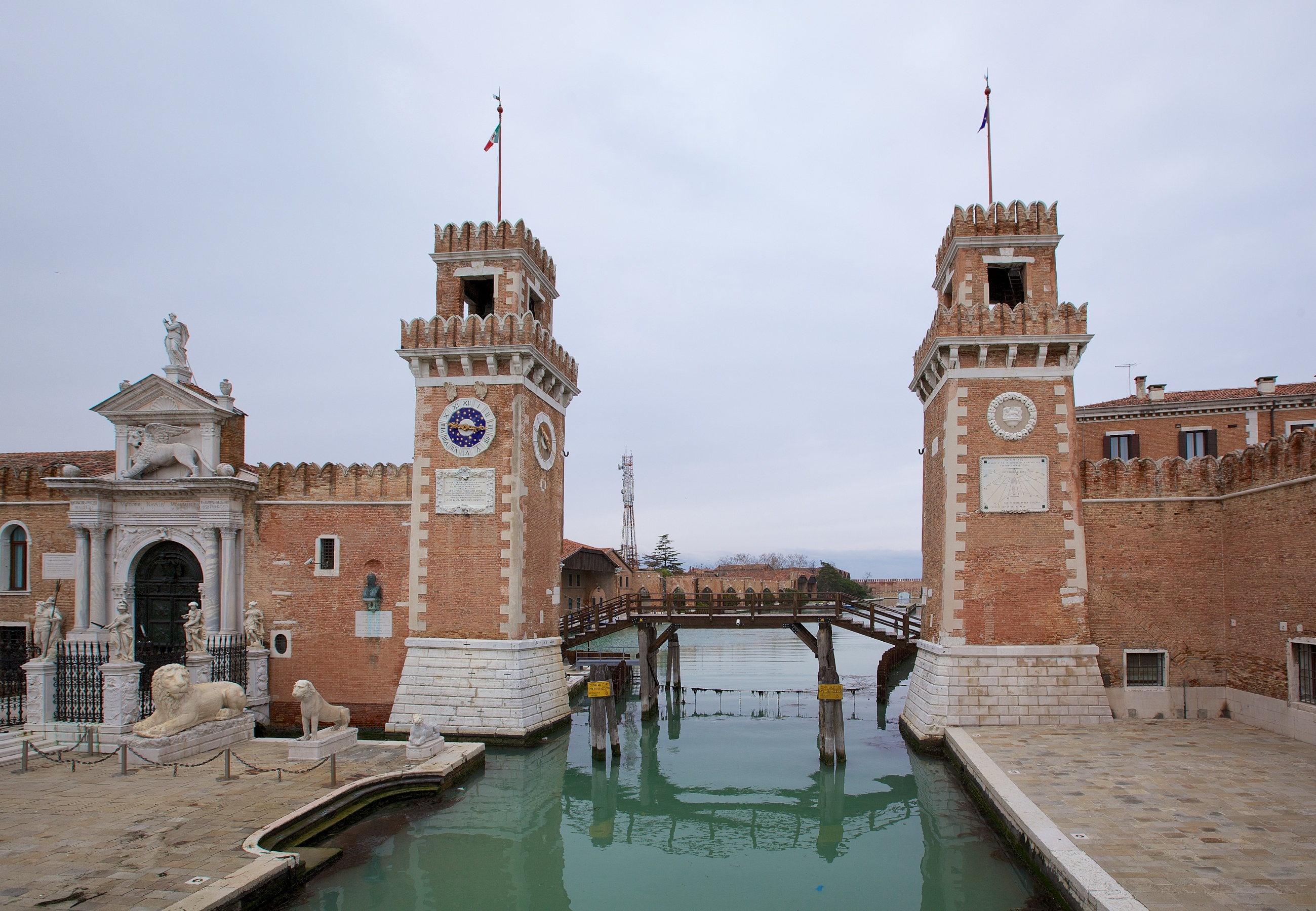
Entrada del Arsenal de la República de Venecia.

Se ha estimado que la renta per capita del norte de Italia casi se triplicó del siglo XI al XV. Esta era una sociedad expansiva demográficamente con una alta movilidad, incentivada por la rápida expansión del comercio y el hecho que el clima mediterráneo y la fertilidad de la tierra favorecían la agricultura, mientras que otras zonas de Europa (Alemania, Francia o Inglaterra) tenían su territorio dominado por densos bosques que dificultaban la agricultura extensiva, y un riguroso invierno que no aseguraba grandes cosechas. Por el siglo XIII el norte y centro de Italia se habían convertido en la sociedad más alfabetizada de Europa. El cincuenta por ciento de la población masculina podía leer en su lengua vernácula (un porcentaje sin precedente desde el declive del Imperio romano), al igual que una pequeña pero significativa proporción de mujeres.
Durante el siglo XI en el norte de Italia, una nueva estructura política y social emergió, las ciudades-Estados o comuni  (comunas), y una destacable cultura cívica surgió con ellas, interesada en las instituciones urbanas y el gobierno republicano. Pero también muchas ciudades-Estado albergaron una sociedad violenta basada en la familia, la confraternidad y la hermandad, antes que en un sentimiento localista, lo que minaba su cohesión interna (véase los güelfos y gibelinos). 

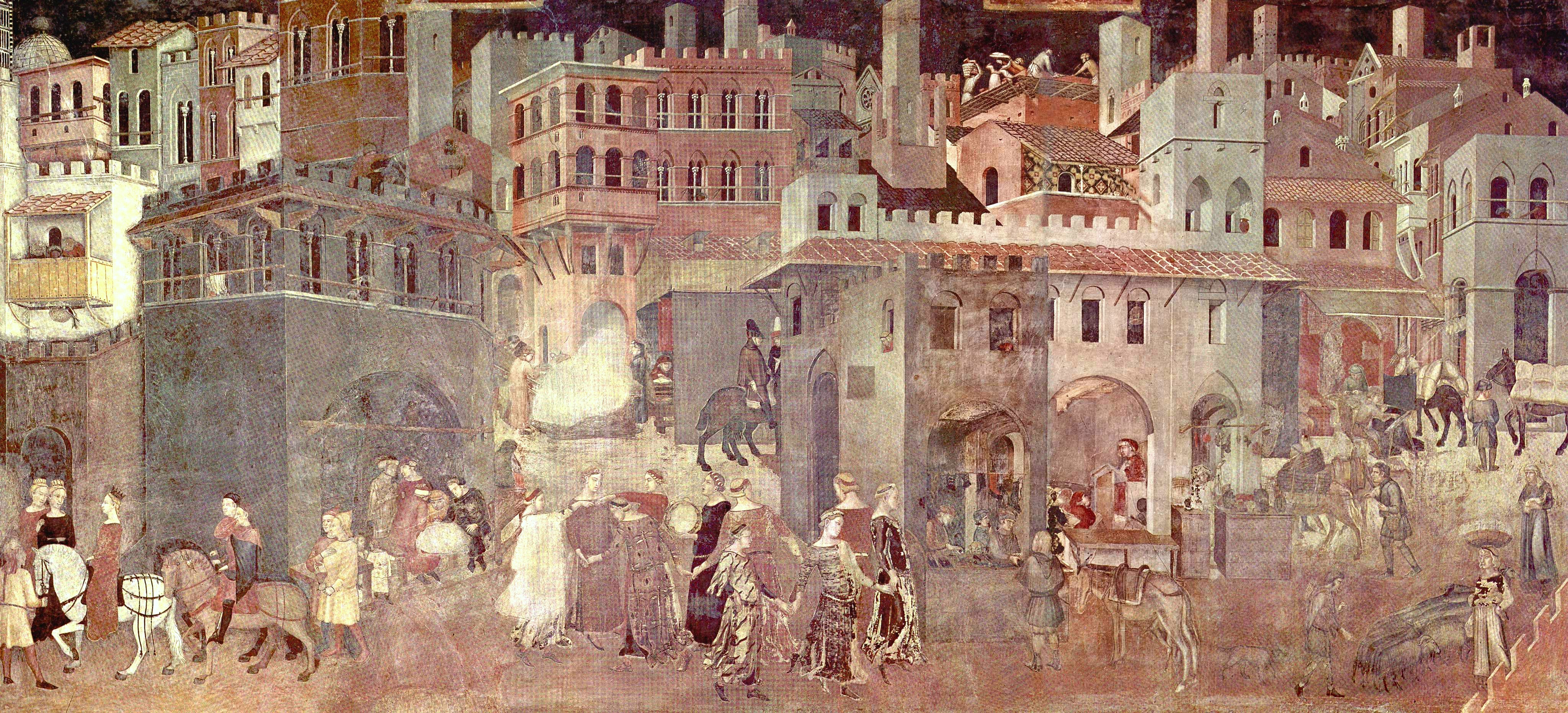
Ambrogio Lorenzetti, Efectos del buen y mal gobierno en la ciudad y el campo, 1337-1340, pintura en el Palazzo comunale de Siena.

En la mayoría de lugares europeos en donde las comunas surgieron (por ejemplo en Gran Bretaña o Flandes) éstas fueron absorbidas por el Estado monárquico emergente. Casi de forma única, sobrevivieron en el norte y centro de Italia para convertirse en independientes y poderosas ciudades-Estado. El punto de inflexión se produjo a finales del siglo XII y adentrado el XIII, durante la Querella de las Investiduras entre el papa y el emperador: Milán lideró a las ciudades lombardas contra el Sacro Imperio Romano y lo derrotó, consiguiendo la independencia (batallas de Legnano en 1176 y Parma en 1248, véase la Liga Lombarda). Mientras Venecia y Génova fueron capaces de conquistar sus imperios navales en el mar Mediterráneo (en 1204 Venecia conquistó una cuarta parte del Imperio bizantino en la Cuarta Cruzada).

## Estados principescos

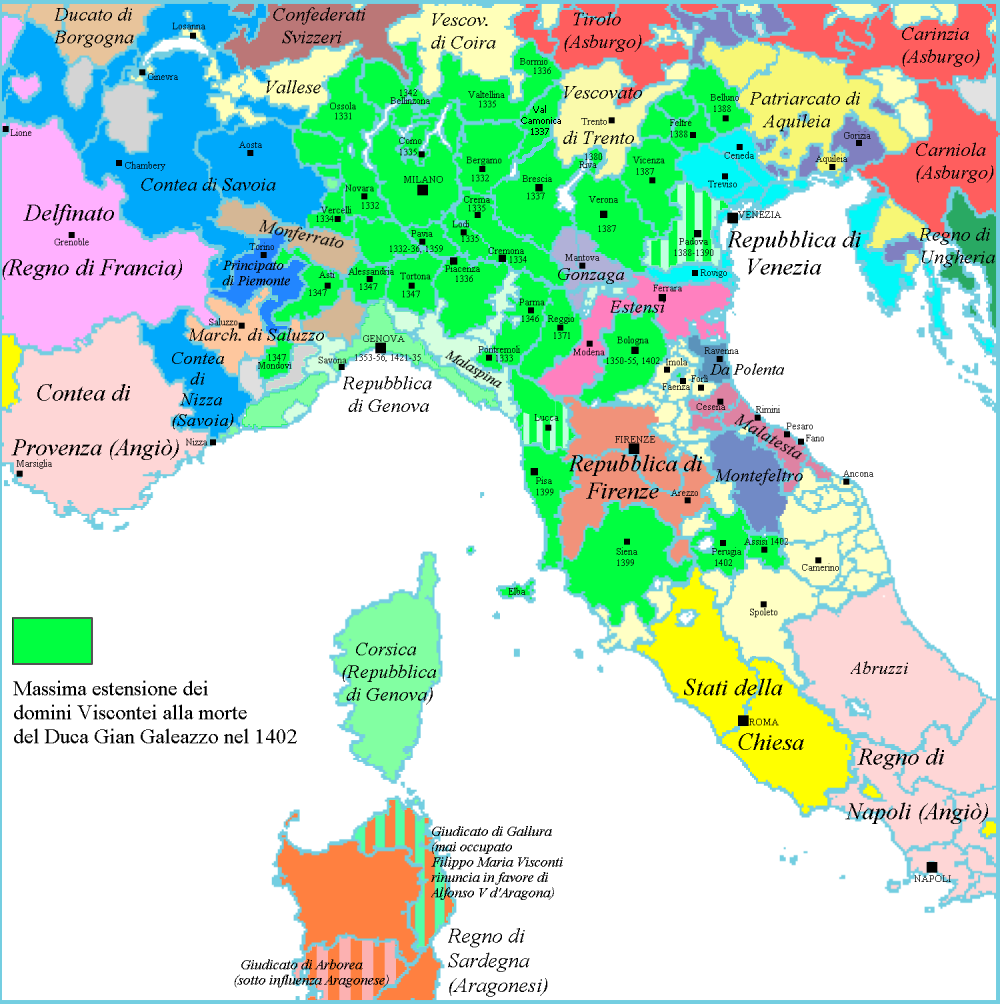
Mapa del norte de Italia tras la muerte del duque Gian Galeazzo en 1402.

Hacia 1300, la mayoría de estas repúblicas se habían convertido en estados principescos dominados por signores y sus familias. Las excepciones fueron las Repúblicas de Venecia, Florencia, Génova, Lucca y algunas otras, que siguieron siendo repúblicas frente a una Europa cada vez más monárquica. En muchos casos, hacia 1400, los signori pudieron fundar una dinastía estable sobre su ciudad (o grupo de ciudades regionales), obteniendo un título nobiliario de soberanía de su superior formal. Por ejemplo, en 1395 Gian Galeazzo Visconti compró el título de duque de Milán al rey Wenceslao por 100 000 florines de oro.

## Estados regionales
Durante los siglos XIV y XV las más poderosas de estas ciudades, (Milán, Venecia y Florencia) fueron capaces de conquistar otras ciudades-estado más débiles, creando Estados regionales. La Paz de Lodi de 1454 puso fin a su lucha por la hegemonía en Italia, logrando una política de equilibrio o balanza de poderes (véase el Renacimiento italiano).
A principios del siglo XVI, aparte de algunas ciudades-Estado como Génova, Lucca o San Marino, sólo la República de Venecia fue capaz de preservar su independencia y equipararse a las monarquías europeas de Francia y España y al Imperio otomano (véase Guerras italianas).

## Declive
Los Estados modernos de Europa adquirieron gran fuerza conforme terminaba la Edad Media y el feudalismo perdía influencia política; al aumentar el poder de los reyes como representantes de un fuerte gobierno centralizado, cuya influencia podía extenderse fácilmente por una amplia serie de territorios que antes solo obedecían a señores locales. Así surgieron grandes Estados europeos que contasen con un gobierno central fortalecido, capaz de imponer 
su autoridad sobre vastos territorios, lo cual les permitía poseer recursos poblacionales, políticos y económicos no vistos hasta entonces. Tal fue la situación de los reinos de Inglaterra y Francia, así como de los reinos de la península ibérica (Portugal, Castilla y Aragón), que desafiarían el modelo de las ciudades-Estado italianas.

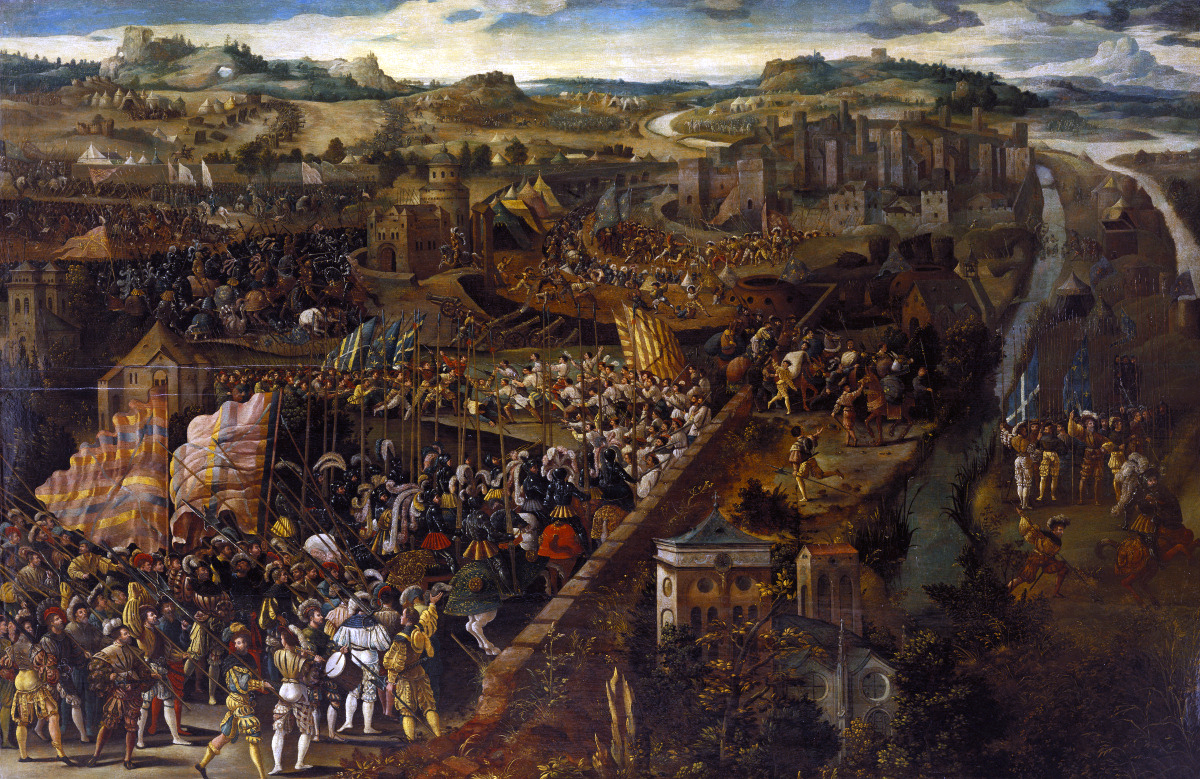
La Batalla de Pavía de las Guerras Italianas, por un desconocido pintor flamenco en el.

La expansión aragonesa del siglo XV permitió a la Corona de Aragón controlar el Reino de Nápoles, amenazando la prosperidad de las ciudades del norte de Italia. Estas, a su vez, eran escenario de las ambiciones españolas y francesas, manifestadas en las Guerras Italianas de fines del siglo XV e inicios del siglo XVI. Las ciudades como Milán, Florencia o Génova se veían con un poder muy reducido para oponerse a Estados de mayor tamaño y más potentes, como Francia o España, y al final de un largo periodo de guerras habían perdido gran parte de su antigua influencia. 
A mediados del siglo XVI solo Venecia poseía un territorio y una población lo bastante grande para contar con recursos con los cuales preservar su independencia y estar a la altura de las monarquías europeas como Francia y España o el Imperio otomano (véase las Guerras Italianas), pero inclusive la República de Venecia se vio sometida a una fuerte presión militar y económica en sus guerras contra los otomanos, por lo cual a fines del siglo XVI había tenido que llegar a un acuerdo tácito con los sultanes turcos para reconocer la primacía otomana en el Mediterráneo oriental y así mantener su comercio.
La expansión colonial de Portugal (llegada de Vasco da Gama a la India en 1498) y el descubrimiento de América por los españoles en 1492 habían quitado al Mediterráneo su rol de centro económico de Europa, siendo que el predominio económico pasaba a naciones situadas a orillas del océano Atlántico (España, Inglaterra, Portugal, Holanda) mientras que las repúblicas italianas como Venecia, Florencia, Pisa o Génova, con pocos recursos económicos y sin fuerzas para competir con estos nuevos rivales, quedaban relegadas a un rol cada vez más pequeño en el comercio europeo. 
El siglo XVII presenció la casi plena extinción de las ciudades Estado italianas, tras una serie de guerras y estancamiento de la economía, al punto que las grandes repúblicas medievales terminaron absorbiendo a su vecinas más pequeñas, formando "principados" de alcance regional (Módena, Toscana, Piamonte) que sí tenían ocasión de subsistir en lo político y económico. A su vez, estos nuevos principados de mayor tamaño debieron someterse de forma expresa o tácita a la influencia de las grandes potencias que dominaban Italia: primero España (entre los siglos XVI y XVIII) y luego Austria (desde 1721 tras el Tratado de Utrecht). La sola excepción fue la República de Venecia, que mantendría su independencia en un ambiente de plena decadencia hasta ser conquistada por los franceses en 1798.